# Joe Willenpart

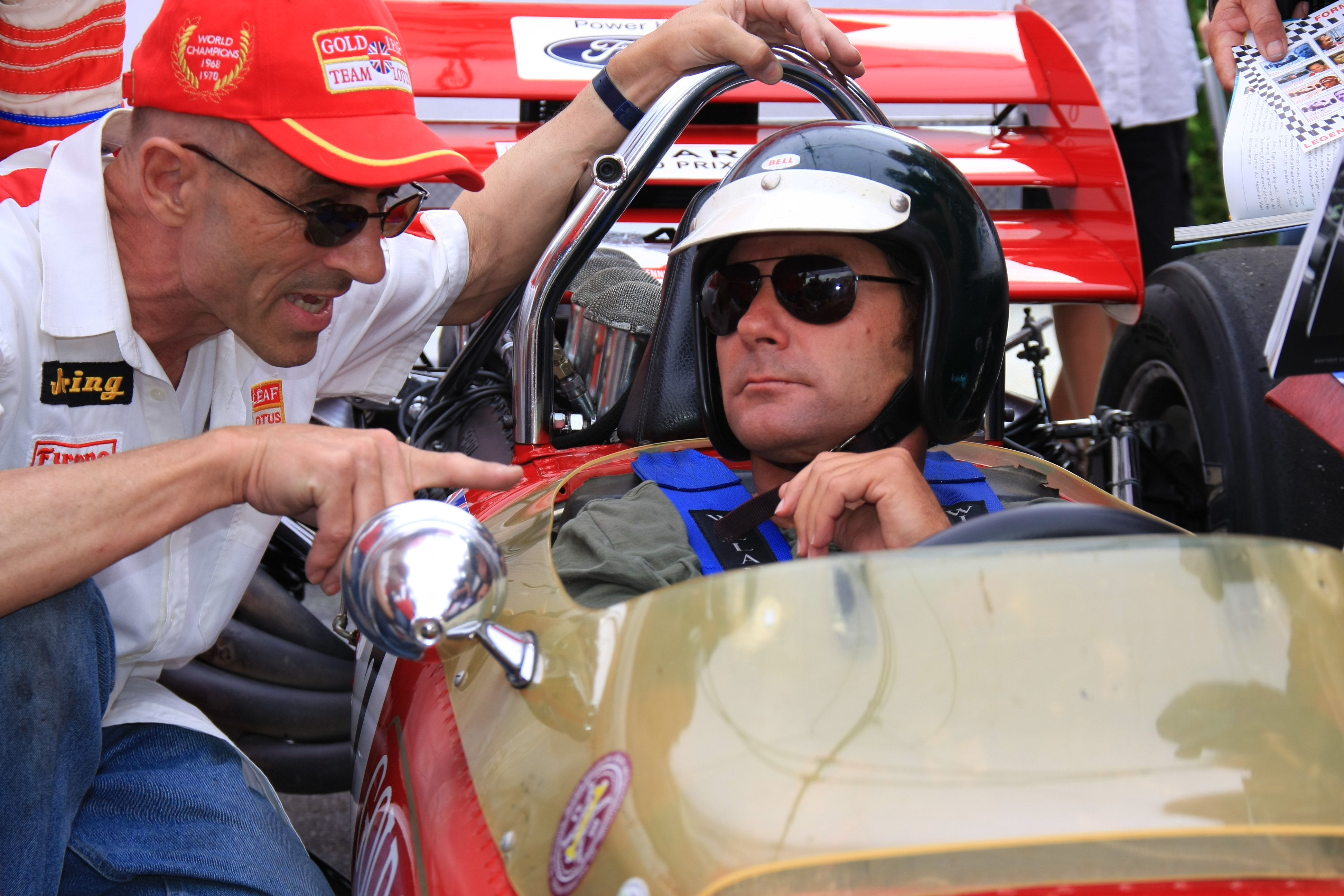
Joe Willenpart (links) und Gerhard Berger, der in Willenparts Lotus sitzt

Johannes „Joe“ Willenpart (* 4. Juli 1953 in Scheibbs, Niederösterreich; † 6. März 2015) war ein österreichisch-amerikanischer Unternehmer und Besitzer einer großen Sammlung von Oldtimern und Formel-1- und Formel-2-Wagen, darunter die weltweit größte Sammlung an originalen Rennwagen von Jochen Rindt.

## Beruflicher Werdegang
Joe Willenpart ging 1976 nach Maryland, wo er 1981 die Sicherheitstechnikfirma Austronic Security Systems gründete, die kurzzeitig verkauft und 2000 als Vintage Security neugegründet wurde. Die Geschäftsbereiche umfassen unter anderem Zugangskontrolle, Videoüberwachung, Alarmanlagen, Brandalarmanlagen etc.
Willenpart lebte mit seiner Familie wieder in Scheibbs bzw. Melk und pendelte beruflich regelmäßig in die USA.

## Sammlung
Willenparts Vater war Autohändler und besaß eine Autowerkstatt in Scheibbs. Joe Willenpart wollte selbst Rennfahrer werden, doch war ihm das finanziell verhindert. Nach dem großen finanziellen Erfolg als Unternehmer wurde er leidenschaftlicher Sammler von Oldtimern und Rennwagen, darunter drei originale Formel-1- und Formel-2-Fahrzeuge von Jochen Rindt, Lotus 49B/C R6, Lotus 72/1, Lotus 69/4 Formel 2 aus dem Team Lotus, einen Williams FW08C/09 von Keke Rosberg, einen Porsche 356C/SC Calif. Blackplate, ein Rolls-Royce Silver Ghost, Baujahr 1914, sowie den berühmten Renntransporter, den Lotus 1967 auf dem Chassis eines Londoner Doppeldecker-Busses bauen ließ.
Die drei Ex-Rindt-Autos aus Joe Willenparts Fuhrpark spielen in Hubert Lepkas Jochen-Rindt-Oper wichtige Rollen. Willenpart fuhr seine Sammlerstücke bei historischen Rennen wie dem Histo Cup, Loser Bergtrophy, der Ennstal-Classic oder der Wachau–Classic, wo sie immer für großes Medien-Interesse sorgen. Seine „Heimstrecke“ war der Wachauring bei Melk. 2007 bis 2008 war im Stadtmuseum Graz die Ausstellung Jochen-Rindt Memorial zu sehen. In der dazu erschienenen DVD Jochen Rindt – unforgettable kamen Wissenschaftler und Wegbegleiter zu Wort, darunter auch Joe Willenpart.

### Jochen Rindt Lotus 49B/C

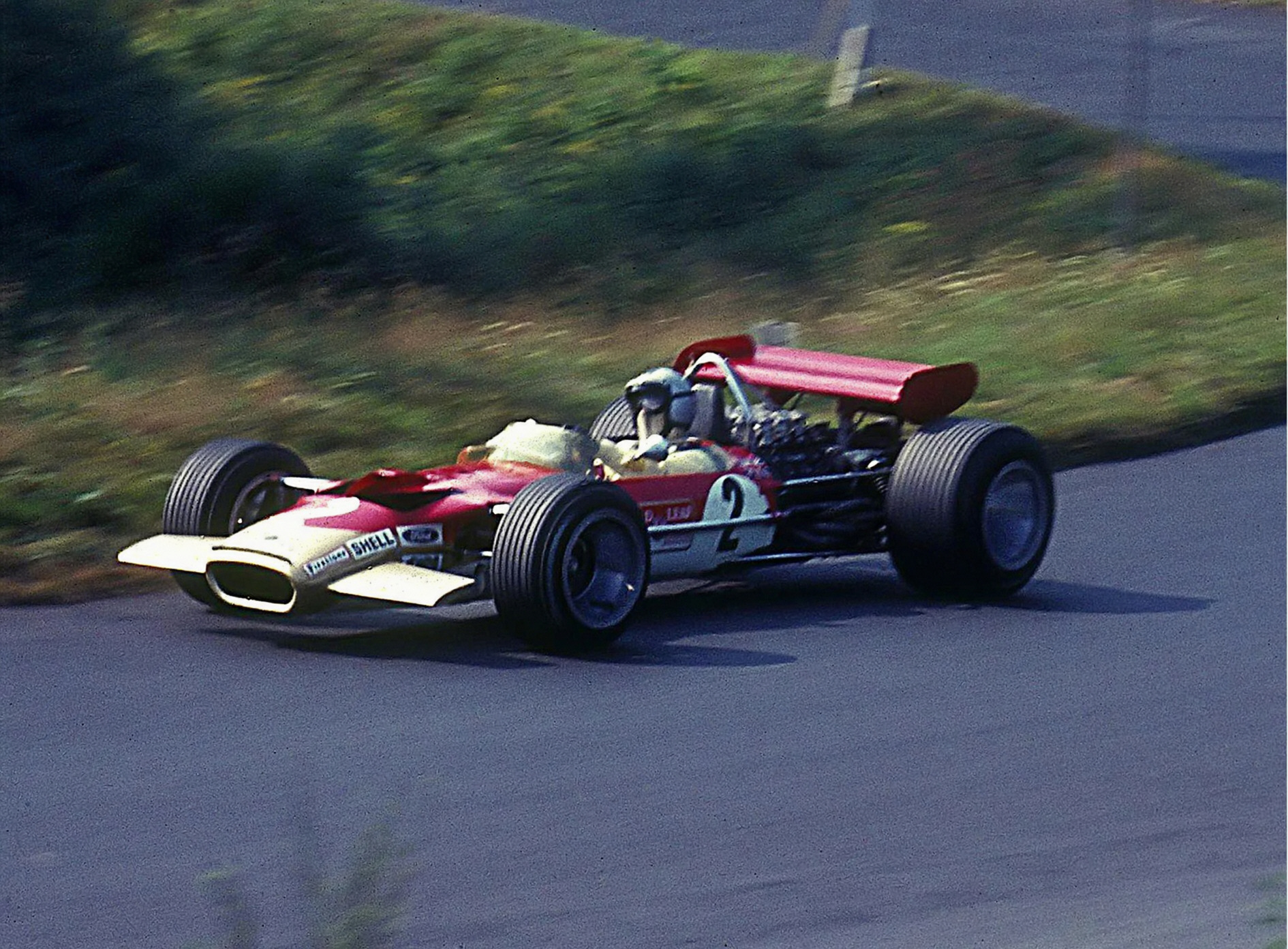
Jochen Rindt 1969 im Lotus 49B beim Training auf dem Nürburgring

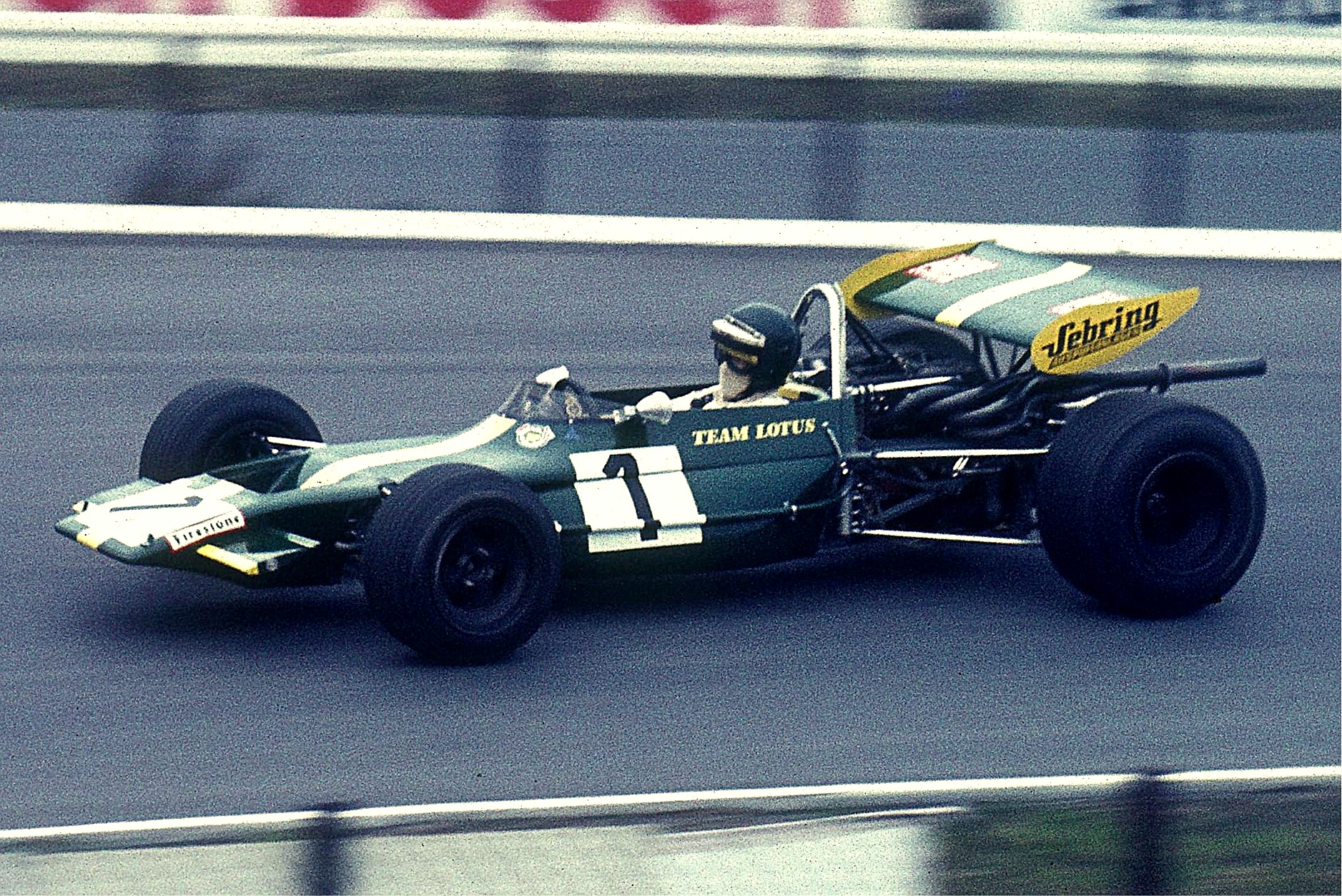
Rindt 1970 im Lotus Formel 2

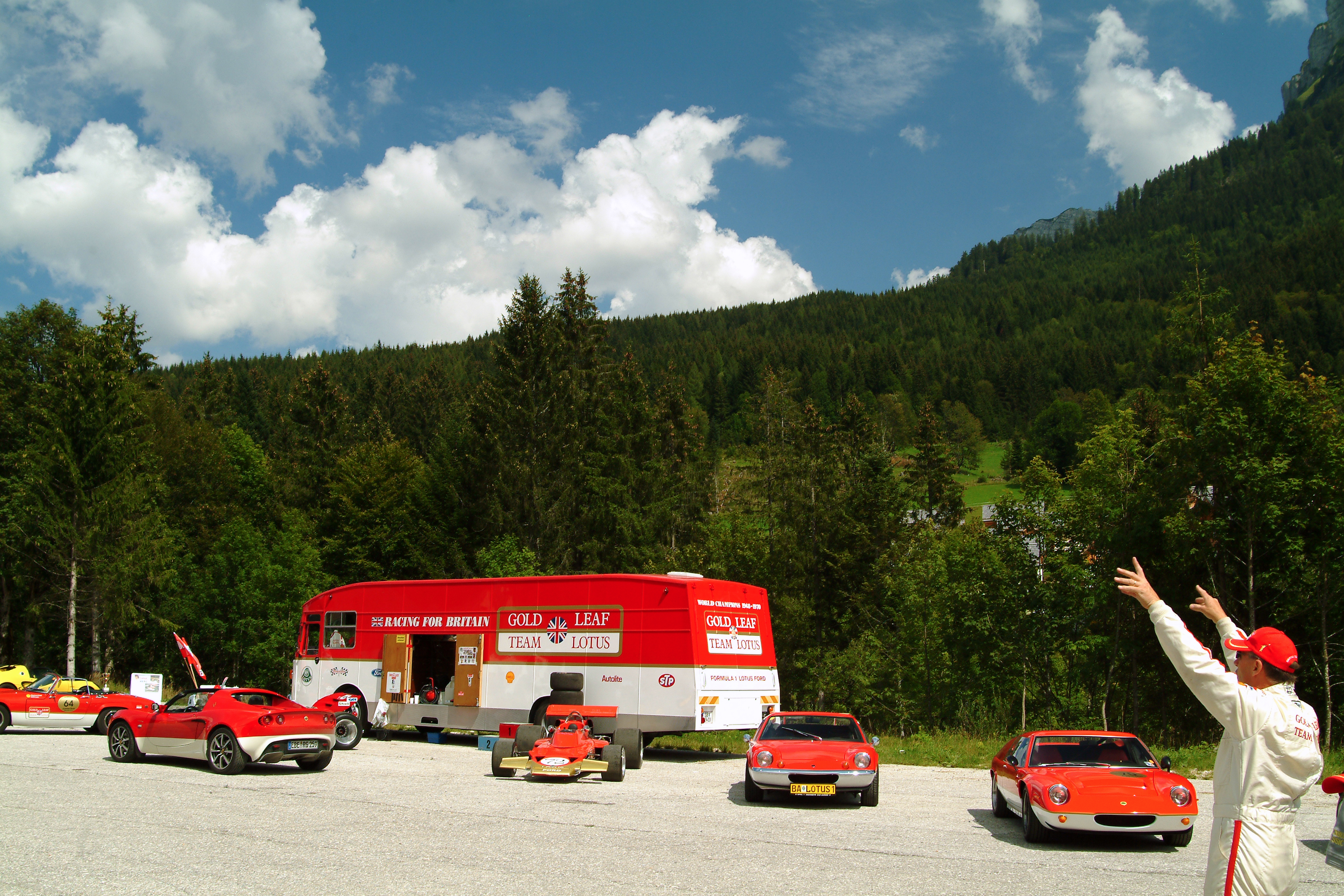
Lotus Renntransporter von 1967, davor Willenparts Lotus 72 und Willenpart selbst rechts

Graham Hill wurde mit dem 1968 gebauten Lotus 49 mit Chassisnummer 6 in diesem Jahr Weltmeister und gewann damit den letzten Lauf in Mexico. Im Jahr darauf, 1969, hatte Hill mit der Nummer 6 auf dem Circuit de Montjuïc in Barcelona den bekannten Unfall, weil der hoch über dem Heck liegende Flügel gebrochen war. Das Auto war zunächst nicht sehr stark beschädigt, doch dem nachkommenden Jochen Rindt brach kurz darauf ebenfalls der Heckflügel und er kollidierte mit dem Hill-Wagen. Für Hill baute Lotus ein neues Auto und für Rindt wurde Hills Chassis repariert. Rindt gewann am 5. Oktober 1969 mit diesem Wagen in Watkins Glen seinen ersten Grand Prix, 1970 gewann er damit in Monaco.
Das Auto stand ursprünglich im Beaulieu-Museum. 1980 wurde es gegen einen Ferrari eingetauscht und kam zu Jack Sutton nach Paris, der eine große Ferrari-Sammlung besitzt. Sutton verkaufte einige Autos, darunter den Lotus, und Bruce McCawl erwarb ihn für seine Sammlung in Seattle, restaurierte ihn aber nie. Willenpart erwarb das Auto 2003, seit Herbst 2004 wurde der Wagen bei Hall & Hall in England völlig neu aufgebaut.

### Jochen Rindt Lotus 69/4 Formel 2
1970 fuhr Jochen Rindt auch in der Formel 2 einen Lotus, einen Lotus 69/4, mit dem er im April 1970 in Thruxton einen Hattrick erzielte. In diesem Wagen fuhr Jochen Rindt sein letztes Rennen, in Österreich am Salzburgring, einen Formel-2-Lauf.

### Jochen Rindt Lotus 72/1
Mit diesem Lotus 72/1 fuhr Rindt Testfahrten, mit dem Lotus 72/2 jedoch gewann Jochen Rindt in Zandvoort, Clermont-Ferrand, Brands Hatch und Hockenheim vier Grandes Prix in ununterbrochener Reihenfolge. Mit diesem Wagen hatte Rindt seinen tödlichen Unfall im Abschlusstraining für den Grand Prix in Monza am 5. September 1970.

### HMS Hethel Lotus Renntransporter (1967)
Lotus ließ 1967 auf dem Chassis eines Londoner Doppeldecker-Busses einen Renntransporter bauen, der Bus wurde in den Gold Leaf-Team Lotus Farben komplett restauriert. Dieser Bus diente auch als Umkleideraum für Jim Clark, Graham Hill, Jochen Rindt und Emerson Fittipaldi, Motorhomes gab es damals noch keine.

### Keke Rosberg Williams FW08C/09

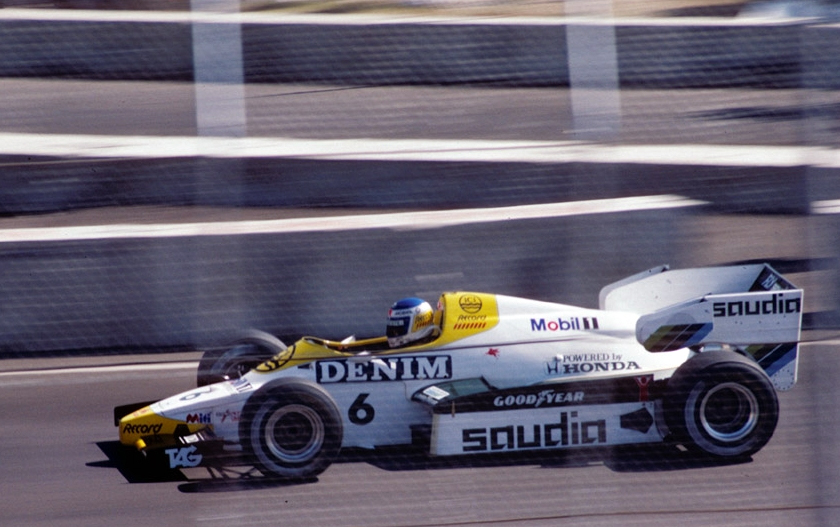
Rosberg im Williams FW09 beim Grand Prix in Dallas 1984

Rosberg gewann 1982 die Formel-1-Weltmeisterschaft, daher trägt dieses Auto aus dem Jahr 1983 die Startnummer 1. Am 19. Juli 1983 fuhr Ayrton Senna in Donington zum ersten Mal einen Formel-1-Rennwagen, es war dieser Williams. Innerhalb von fünf Runden stellte er die Bestzeit des Williams-Testpiloten Jonathan Palmer ein, letztlich war er um zwei Sekunden schneller als Palmer. Trotzdem entschied sich Senna dazu, bei Toleman seine Formel-1-Karriere zu starten.

### Rolls-Royce Silver Ghost Baujahr 1914
Modell der Reihe „Alpine Eagles“, offiziell „Continental models“, der Serie YB, Chassisnummer 43YB. Dieses Auto wurde zu Anfang des zwanzigsten Jahrhunderts von Rolls-Royce für die Österreichische Alpenfahrt entwickelt und am Katschberg getestet.

## Ausstellungen
- 2007–2008 Jochen-Rindt Memorial, Leihgabe der Jochen-Rindt Fahrzeuge, Stadtmuseum Graz
- 2009 Jochen-Rindt Oper, Opernausstattung, Salzburgring, Salzburg[13]

## DVD-Editionen
- 2007 „JOCHEN RINDT – UNFORGETTABLE!“, DVD zur Ausstellung Jochen-Rindt Memorial im Stadtmuseum Graz